# Bacillota

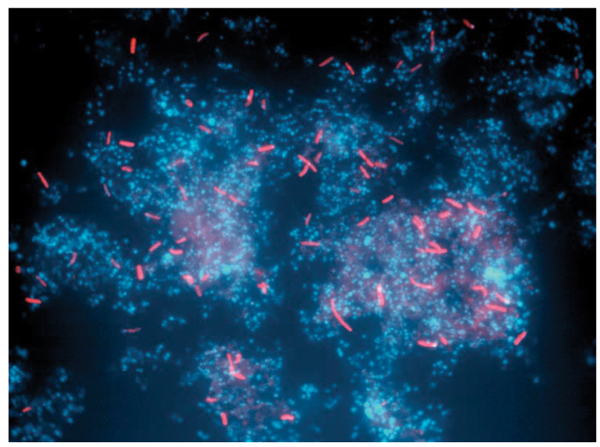
FISH-Analyse von Sulfobacillus-Stäbchen (Sulfobacillia) in einem Biofilm

Die Bacillota bilden einen artenreichen Stamm innerhalb der Domäne der Bakterien. Früher wurde der Stamm als Firmicutes bezeichnet, von lat. firmus „stark“, cutis „Haut“. Der Name Bacillota bezieht sich auf das Bakterium Bacillus, die Typgattung des Stammes.
Die Bacillota bilden zusammen mit den Actinobacteria die große Gruppe der meist Gram-positiven Bakterien. Sie unterscheiden sich von den Actinobakterien jedoch unter anderem durch ihren niedrigeren GC-Gehalt. Die Gram-Färbung dient dazu, Bakterien nach dem Aufbau ihrer Zellwand zu unterscheiden. Der Test fällt positiv aus, wenn die auf der Membran aufgelagerte Mureinhülle dickschichtig ist. Wenn er negativ ausfällt, handelt es sich um eine dünnschichtige Mureinhülle der noch eine zweite Membran aufgelagert ist. Bei der Mehrheit der Bacillota handelt es sich also um gram-positive Bakterien, Ausnahmen bilden z. B. die Klassen Negativicutes, Erysipelotrichia sowie die Ordnung Halanaerobiales (zählt zu der Klasse Clostridia).
Viele können widerstandsfähige Endosporen bilden, einige leben phototroph, manche Arten syntroph, andere spielen als Krankheitserreger eine wichtige Rolle.
Eine Liste einiger Klassen der Bacillota
- Bacilli (überwiegend aerob)
- Clostridia (anaerob bis aerotolerant)
- Culicoidibacteria
- Erysipelotrichia
- Limnochordia
- Negativicutes (Gram-negative Vertreter)
- Thermolithobacteria

Wichtige Vertreter findet man unter anderem in den Gattungen Streptococcus, Lactococcus, Lactobacillus, Bacillus und Clostridium.
Im Jahr 2021 wurde von der Internationalen Kommission für die Systematik der Prokaryoten (International Committee on Systematics of Prokaryotes (ICSP)) beschlossen, dass der taxonomische Rang "Stamm" (Phylum) Bezeichnungen erhalten soll, die den Regeln der für Prokaryoten geltenden Nomenklatur (ICNP) entsprechen. Die Endung für Bakterienstämme ist seitdem '-ota'. Firmicutes heißen nunmehr Bacillota. Die wichtige Datenbank des National Center of Biotechnology Information (NCBI) übernahm diese Regelung.